# Sovjetska podmornica K-222
Sovjetska podmornica K-222 je bila edina predstavnica razreda jurišnih jedrskih podmornic Ančar (rusko Проект 661 Анчар, Projekt 661 Ančar – Antiaris toxicaria) Sovjetske vojne mornarice. Z največjo hitrostjo 44,7 vozla (82,8 km/h) je bila najhitrejša podmornica na svetu.

## Zgodovina
Konstruiranje podmornice se je začelo leta 1959 v konstruktorskem biroju OKB-16 (pozneje združen s SKB-143 v biro Malahit). Glavni konstruktor je bil sprva Nikolaj Nikitič Isanin, pozneje pa Nikolaj Šulženko. Sovjetska vojna mornarica je zahtevala da so vsi sistemi na novo razviti, zaradi česar je bilo konstruiranje zelo počasno. Namenjena je bila prestrezanju udarnih skupin letalonosilk. Bila je tudi prva podmornica s trupom iz titana. Podmornico K-222 sta poganjala dva majhna tlačnovodna reaktorja. Vir električne energije v sili je bil akumulator, kot ena redkih v Sovjetski vojni mornarici pa dizelskih generatorjev ni imela. Oborožena je bila z desetimi manevrirnimi izstrelki P-70 Ametist. Izstrelke je bilo možno naložiti samo v pristanišču. Bila je prva podmornica, ki je lahko izstrelke izstrelila iz potopljenega položaja iz navpičnih izstrelitvenih celic.
Razred Ančar je bil predhodnik razredov Lira in Barakuda. Pri podmornicah teh razredov naj bi uporabili sisteme, preizkušene na podmornici K-222.
Zaradi visokih stroškov in razvoja in izdelave je podmornica v Sovjetski vojni mornarici dobila vzdevek »zlata ribica« (rusko Золотая рыбка, Zolotaja ribka).
Njen gredelj je bil položen pod imenom K-18, vendar je bila 27. januarja 1965 preimenovana v K-162 in 15. januarja 1978 v K-222. Leta 1969 je bila predana vojni mornarici in leta 1970 je prispela v pomorsko oporišče Severne flote Zaozjorsk v zalivu Zapadnaja Lica.
30. marca 1971 je vplula v Motovski zaliv v Barentsovem morju z namenom preizkusa največje hitrosti. Najvišji častnik na krovu je bil namestnik komandirja 11. divizije podmornic kapitan 1. stopnje Ernest Bulon. Dogodek naj bi se zgodil v uvodu 26. kongresa Komunistične partije Sovjetske zveze, vendar je bil odhod na morje zaradi nevihte prestavljen. Pozneje je podmornica v dveh poskusih dosegla na 100 % moči jedrskih reaktorjev najvišjo hitrost 44,85 vozla (83,06 km/h), v tretjem pa ni bilo mogoče nadzorovati turbin in je bil prekinjen, zato je kot uradna najvišja dosežena hitrost ostala hitrost 44,7 vozla.
Med 25. septembrom in 4. decembrom 1971 je bila na odpravi v Atlantskem oceanu, v okviru katere je odplula iz Grenlandskega morja do Brazilske kotline, kjer je sledila letalonosilki Ameriške vojne mornarice Saratoga. Na krovu je bilo namesto običajnih 83 129 članov posadke. V dobrih dveh mesecih je podmornica prišla na površje le enkrat.